# Jeanette Ferreira
Jeanette Ferreira (1954 - ) is een Zuid-Afrikaans schrijfster van met name romans, verhalen, gedichten, recensies en artikelen voor vak- en populaire tijdschriften.
Ferreira werd geboren op een boerderij nabij Tzaneen in Transvaal. Zij studeerde aan de Universiteit van Pretoria en de Rhodes-universiteit. Na een docentschap bij de Universiteit van het Noorden, is Ferreira werkzaam als uitgever bij Perskor. Vervolgens geeft zij opnieuw les, nu als professor aan de Universiteit van Zululand en de Universiteit van Vista.  
Haar vroege werk is vaak politiek getint en gaat vooral over het democratiseringsproces van Zuid-Afrika. In haar latere werk stelt ze met name de vraag over de menselijkheid van de oorlog. In 1980 verscheen de dichtbundel Waar een mens saam is. Hierna volgen in 1985 Sitate rondom 'n revolusie en Breyten: die simbool daar. In de novelle Sitate rondom 'n revolusie is de invloed van André Brink merkbaar in de hantering van stijl, literaire verwijzingen en het wisselende tijdsperspectief (Kannemeyer 1990: 371). Na de novelle verschijnen onder andere de drie romans Babette (1995), Catharina (1996) en Charlotta (1999). In deze drie romans, die handelen over de Anglo-Boerenoorlog, is het de overlevingsdrang van een sterke vrouw die centraal staat. In 1995 verscheen ook Die onsterflikes. Ferreira is de samensteller van de bundel Boereoorlogstories (1998), waarin 34 verhalen over de oorlog van 1899-1902 zijn opgenomen. In 2001 verschijnt Kruis en dwars, een bundel door Ferreira samengestelde verhalen van 37 Zuid-Afrikaanse schrijvers. Zij verwoorden in deze bundel hun gevoel voor het nieuwe Zuid-Afrika.
- Bibliothèque nationale de France: cb144895714 (data)
- Gemeinsame Normdatei: 1038289270
- International Standard Name Identifier: 0000 0000 2415 5884
- Library of Congress Control Number: n85228678
- Nederlandse Thesaurus van Auteursnamen: 100598641
- Système universitaire de documentation: 181504561
- Virtual International Authority File: 10077553
- WorldCat: E39PBJxhqYRwPVDKRhBbBXWJjC